# 7672 Hawking
7672 Hawking este un asteroid din centura principală, descoperit pe 24 octombrie 1995, de Kleť Observatory.